# Los Sims 3: Aventura en la isla
Los Sims 3™ Aventura en la Isla es la décima expansión de Los Sims 3. Desarrollado por Maxis Redwood y distribuido por Electronic Arts Fue lanzado al mercado el 25 de junio de 2013. Por primera vez en la saga de Los Sims, los personajes cuentan con la capacidad de dirigir el timón de casas flotantes completamente personalizables y zarparán en busca en islas desconocidas. 

## Descripción
¡A tus Sims les aguardan nuevas aventuras en las costas soleadas y bajo las cristalinas aguas de un paraíso isleño! Podrán desde explorar las islas tropicales hasta crear un complejo turístico de cinco estrellas, así como decidir entre embarcarse en un viaje inolvidable o establecer un hogar en esta nueva utopía. ¡Los Sims náuticos podrán incluso ponerse al timón de casas flotantes totalmente personalizables y navegar de isla a isla! Si tus Sims son de los que prefieren estar dentro del agua a estar sobre ella, podrán hacer buceo con tubo y submarinismo en el océano. ¡Y quién sabe, hasta podrían encontrar un tesoro sumergido o trabar amistad con una sirena! Con características innovadores nunca vistas en la franquicia para PC de Los Sims y un mundo lleno de nuevas posibilidades en tierra y mar, tus Sims disfrutarán de las ventajas de su propio paraíso isleño.

## Características
- Zarpa en busca de aventuras. Ya sea en pedaleta o en una lancha motora, tus Sims podrán salir del puerto para descubrir nuevas tierras y explorar como nunca antes; podrán desde viajar entre islas hasta descubrir su propia isla desconocida. ¡No apto para marineros de agua dulce!
- Construye y dirige un complejo turístico de cinco estrellas. Crea un complejo turístico para toda la familia con toboganes acuáticos y mesas de bufé, un refugio romántico salpicado de cabañas minimalistas, o un entorno para solteros con multitud de piscinas-bar donde los Sims puedan relacionarse y ligar. Elige y personaliza tus servicios, fija los precios y espera a que empiecen a llover las críticas y los simoleones. ¡Cuantas más estrellas tenga tu complejo, más popular será!
- La vida es una playa. Averigua qué sorpresas se ocultan dentro del mar a medida que tus Sims mejoran sus dotes para el buceo con tubo y el submarinismo. Podrían acabar en la costa de una isla nueva o descubrir un tesoro sumergido o enterrado.
- Hogar en el mar. Tanto si a tus Sims les encanta el agua como si les gusta viajar, una casa flotante puede resultar la morada ideal para ellos. Las casas flotantes son totalmente personalizables y pueden amarrarse en cualquier puerto abierto, así que, si tus Sims se cansan de la vista, ¡pueden irse con la música a otra parte!
- Nuevas formas de construir. Los nuevos cimientos con pilotes les ofrecen a tus Sims lo mejor de ambos mundos: un hogar situado parcialmente en el agua y parcialmente en tierra. ¡Construye un complejo turístico, crea casas flotantes móviles y personaliza tu propio paraíso isleño para tus Sims!

## Ediciones

### Características de la Edición limitada
El kit de supervivencia para islas dota a tus Sims de todo lo necesario para ir sobreviviendo día a día en una isla desierta, crearse una casa improvisada en una barcaza, construir un refugio minimalista en medio del océano... ¡o disfrutar de estos elementos que suponen una vuelta a lo básico en el confort de la civilización! Al incluir más objetos que ninguna otra edición limitada de Los Sims 3, desde prendas hechas jirones hasta muebles inspirados en restos de naufragios, tus Sims dispondrán de todo lo fundamental para lucir ese look isleño de superviviente. ¡Con el kit de supervivencia para islas, tus Sims estarán preparados para llevar una vida sencilla en una isla paradisíaca!
- Historias de un paraíso perdido... y encontrado: Recrea nuevas historias que muestren la vida en una isla paradisíaca desde distintos ángulos, ya sea contando la experiencia de tus Sims perdidos en medio del océano o decorando una austera casita con pilotes.

- Hogares de ambientación isleña: Amuebla las casas con objetos únicos procedentes de naufragios. Tus Sims podrán disfrutar de una noche de descanso total en una cama con dosel fabricada a partir de restos de madera encontrada a la deriva.

- Más contenido de edición limitada que nunca: Disfruta de cantidad de ropa, muebles y opciones decorativas que te permitirán ampliar las posibilidades de juego para tu aventura en la isla.

- Datos: Q17620359